# Schlacht bei Lauffen
Die Schlacht bei Lauffen am 13. Mai 1534 bei Lauffen am Neckar zwischen österreichischen und hessischen Truppen beendete durch den Sieg der Hessen die österreichische Statthalterschaft über Württemberg und verhalf dem zuvor durch die Habsburger vertriebenen Herzog Ulrich von Württemberg durch hessische Unterstützung wieder zur Macht über sein Herzogtum.

## Vorgeschichte
Herzog Ulrich von Württemberg war nach seinem Überfall auf die Reichsstadt Reutlingen 1519 von den Truppen des Schwäbischen Bundes aus Württemberg vertrieben worden, und Württemberg wurde von Kaiser Karl V. unter Statthalterschaft der katholischen Habsburger gestellt. Im Exil wandte sich Herzog Ulrich bereits ab etwa 1523 der Reformation zu, und 1527 fand er Zuflucht bei dem ebenfalls protestantischen Landgrafen Philipp I. von Hessen in Kassel bzw. Marburg. 

### Der hessische Aufmarsch
Am 23. April 1534 ritten Landgraf Philipp I. und Herzog Ulrich mit der niederhessischen Ritterschaft aus Kassel ab, um sich an die Spitze eines sich in Südhessen versammelnden Heeres zu setzen, das schließlich etwa 20.000 Mann zu Fuß und rund 4000 Reiter zählte. Philipp selbst hatte den Oberbefehl. Die Reiterei bestand aus 1500 hessischen Rittern und deren Gefolgsleuten, befehligt von ihrem Marschall Hermann von der Malsburg, und 2500 Soldreitern unter Jost von Steinberg. Das Fußvolk bestand aus einem 5100 Mann starken Regiment niederländischer Landsknechte unter Hans von Bellersheim, der auch oberster Zeugmeister war, und zwei Regimentern oberländischer Landsknechte mit zusammen 11.000 Mann, die der vom Landgrafen angeworbene Söldnerführer Graf Wilhelm von Fürstenberg in Straßburg angeworben hatte; Heinrich von Fleckenstein befehligte das eine Regiment, Claudius (von) Walhey das andere. Hinzu kamen einige Fähnlein des Grafen Georg I. von Württemberg zu Mömpelgard, dem Bruder Herzog Ulrichs, vier des Sebastian Schertlin, und fünf unter dem Grafen Salis. Wilhelm von Fürstenberg war als oberster Feldhauptmann Befehlshaber aller Fußtruppen; Hans Ludwig von Landenberg war Fürstenbergs Leutnant. 
Das Heer zog durch den Odenwald gegen den österreichischen Statthalter in Württemberg, Pfalzgraf Philipp von Pfalz-Neuburg, zu Felde.

### Die österreichischen Vorbereitungen
Pfalzgraf Philipp zog vor dem 10. Mai 1534 mit seinen Truppen von Knittlingen nach Lauffen und bezog im dortigen Wiesental und auf den Seugbergen Lager (49° 4′ N, 9° 9′ O). Er vermutete, dass die in Neckarsulm befindlichen hessischen Truppen über Heilbronn und Sontheim in seine Richtung vorrücken würden und zog daher dem Feind in Richtung Heilbronn entgegen. Die hessischen Truppen unterließen jedoch den Vorstoß nach Süden, setzten stattdessen über den Neckar nach Westen und wandten sich dem Zabergäu zu. Pfalzgraf Philipp ließ seine Truppen daher auch über den Neckar setzen und traf die Hessen am 12. Mai 1534 zunächst bei Nordheim, wo ein Gefecht entbrannte, bei dem er durch einen Schuss in den rechten Fuß verwundet wurde. Bei diesem Gefecht trafen 20.000 hessische Soldaten und 5000 Reiter auf die 10.000 österreichischen Soldaten mit 500 Reitern. Das Gefecht blieb unentschieden.
Oberbefehlshaber der österreichischen Truppen wurde nach Pfalzgraf Philipps Verwundung Dietrich Spät, ein Vertrauter der zu ihrem Ehemann, Herzog Ulrich, in Opposition stehenden Sabina von Bayern. Spät ließ zwar umgehend einige Verteidigungsschanzen zwischen Nordheim und Lauffen errichten, konnte aber nicht verhindern, dass sich die österreichischen Truppen zurückzogen. Dieser Rückzug scheint weniger aus taktischen Gründen erfolgt zu sein, vielmehr sollen die österreichischen Hauptleute Spät nicht als Befehlshaber anerkannt haben und nach dem Gefecht bei Nordheim nach Lauffen zurückgekehrt sein, „wo sie sich am Wein gütlich taten“ und wohin ihnen ihre Truppen noch in der Nacht folgten. Die Österreicher lagerten im Forchenwäldchen (49° 3′ 57″ N, 9° 9′ 47″ O) im Neckartal unterhalb der Seugberge (49° 4′ N, 9° 9′ O), versäumten es aber, diese wieder wie wenige Tage zuvor auch zu besetzen. Die Hessen folgten ihnen noch in derselben Nacht und bezogen die vorteilhafte Stellung auf den Seugbergen oberhalb des österreichischen Lagers.

## Schlacht

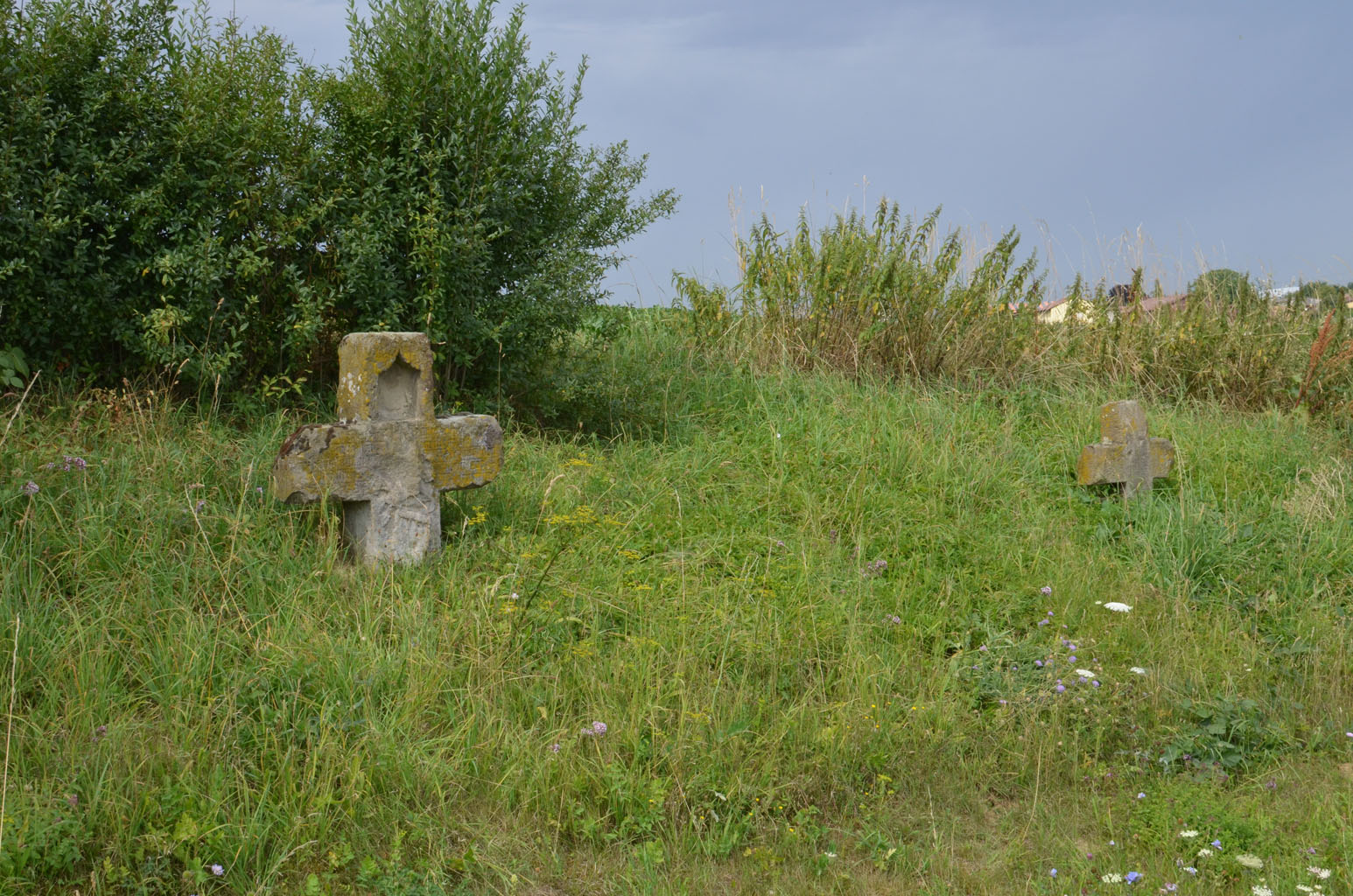
Steinkreuze an der Straße Lauffen–Nordheim

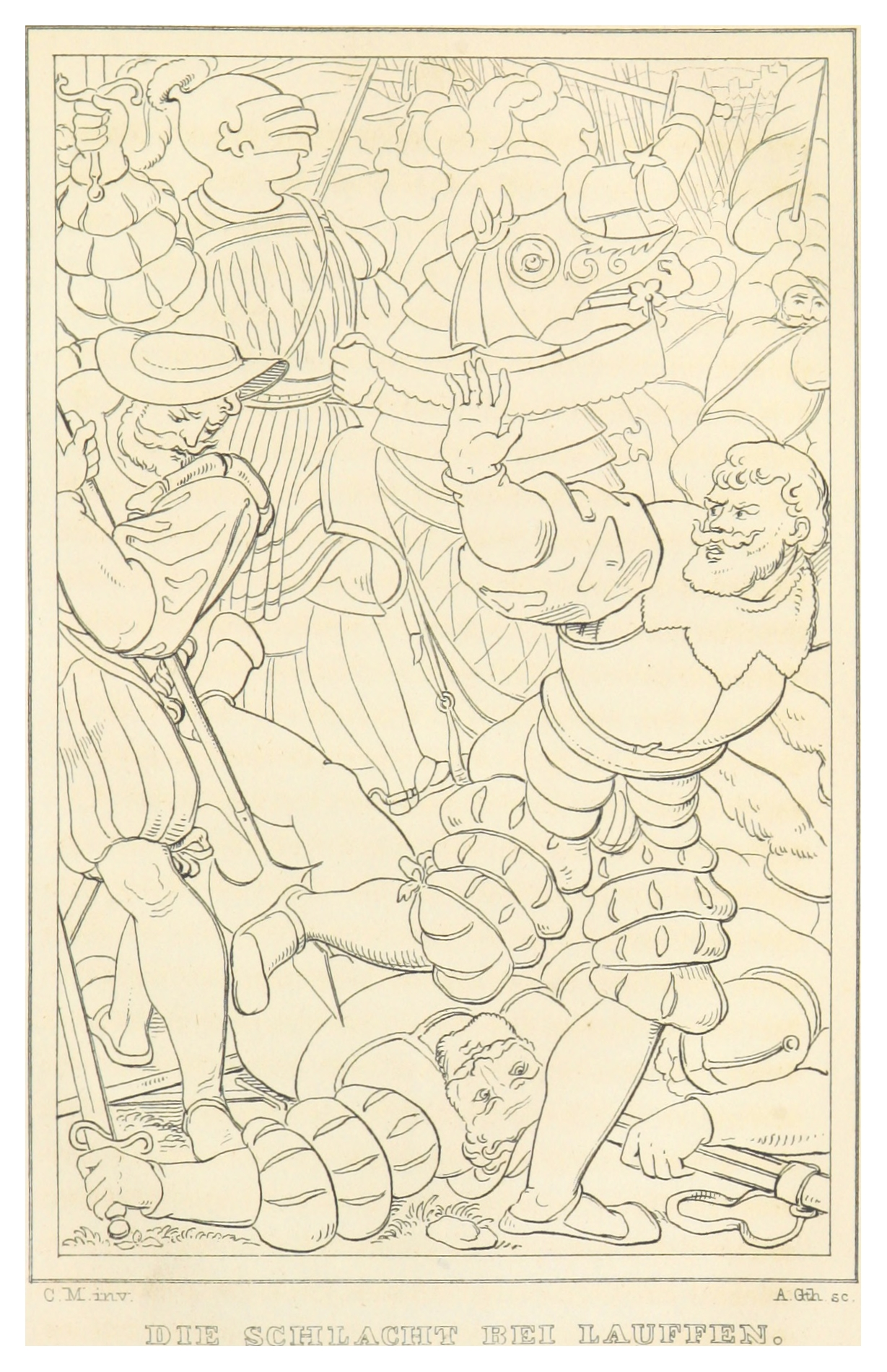
Illustration aus Zimmermanns Die Geschichte Würtembergs (1837)

Die Schlacht bei Lauffen am 13. Mai 1534 begann mit dem Beschuss des österreichischen Lagers durch die Geschütze der in taktisch vorteilhafter Lage befindlichen Hessen. Die Österreicher zogen sich daraufhin auf eine Anhöhe in Richtung Kirchheim am Neckar zurück und eröffneten das Feuer auf die ins Tal nachrückenden Hessen. Die Hauptmacht der hessischen Soldaten schwenkte jedoch ebenfalls auf den Zabergrund und die Kirchheimer Höhe um und schnitt damit den Österreichern den Rückweg ab. Die Österreicher versuchten daraufhin, sich in größter Eile aus der sich anbahnenden Umklammerung zurückzuziehen, was den beiden vordersten Haufen noch gelang. Der hinterste Haufen aus einigen Abteilungen alter Landsknechte, Landvolk und Tross wurde durch die hessische Reiterei aufgerieben. Die Österreicher verloren ihr Lager und einen Großteil ihrer Munition und hatten 2000 Tote zu beklagen.
Zwei Steinkreuze an der Straße von Lauffen nach Nordheim erinnerten an den Ritter Hans von Talheim und seinen Knappen, die bei der Schlacht dort zu Tode kamen.

## Auswirkungen
Die Schlacht bei Lauffen war entscheidend für die Geschichte Württembergs, weil sie das Ende der österreichischen Statthalterschaft und die Restitution der vorherigen Herrschaftsverhältnisse unter Herzog Ulrich einleitete. Der Vertrag von Kaaden bestätigte am 29. Juni 1534 Ulrichs Besitz des Landes, was weitergehend als Herstellung eines politischen Gleichgewichts innerhalb der deutschen Staaten aufgefasst wird. Ulrich veranlasste nach seiner Rückkehr die Einführung der Reformation in Württemberg.